# Relationer mellan Australien och Sverige

Månatliga värdet av australiska varuexporten till Sverige (AU$ miljoner) sedan 1988

Månatlig Värdet av Sveriges varuexport till Australien (AU$ miljoner) sedan 1988

Relationer mellan Australien och Sverige refererar till de bilaterala relationerna mellan Australien och Sverige. Australien har en ambassad i Stockholm på adressen Klarabergsviadukten 63. Sverige har en ambassad i Canberra och ett honorärt generalkonsulat i Sydney. Sverige representeras också av honorära konsulat i Adelaide, Brisbane, Cairns, Darwin, Hobart, Melbourne och Perth.

## Översyn
Relationerna mellan Australien och Sverige är mycket goda, framför allt inom handel och utbildning. 2007 uppgick den bilaterala handeln mellan staterna till totalt A$2,6 miljarder. Enligt svenska Exportrådet, ökade Australiens totala export till Sverige med uppskattningsvis over 27% till A$445m 2008 medan Australiens import från Sverige ökade med över 7,5% till uppskattningsvis A$2,5 miljarder. Över 150 svenska företag har ett australiskt dotterbolag. Båda staterna har också ett dubbelbeskattningsavtal, liksom ett bilateralt Working Holiday-avtal.
Omkring 35 000 svenska turister besöker Australien årligen och det är efter Europa och USA det mest populära målet för svenska studenter. Omkring 200 svenskrelaterade företag är verksamma i Australien. År 2005 blev Göran Persson den första svenska statsminister som någonsin besökt Australien. Kronprinsessan Victoria besökte samma år vid ett annat tillfälle Australien och deltog i arrangemanget "Swedish Style in Australia". År 2004 låg den svenska exporten till Australien på 9,7 miljarder kronor, främst telekomprodukter, läkemedel och fordon, medan importen låg på 1,8 miljarder med främst kol och livsmedel som vin.
I november 2005 besökte kung Carl XVI Gustaf och drottning Silvia Australien. Om vänskapen mellan Australien och Sverige sa kung Carl XVI Gustaf att båda staterna "är likasinnade på flera sätt. Det är svårt att tänka sig om två länder så långt bort från varandra och så geografiskt olika. Fortfarande har vi starka band och åtnjuter fruktbart samarbete".